# Yanhu
Der Stadtbezirk Yanhu (盐湖区,  Yánhú Qū) ist ein Stadtbezirk der bezirksfreien Stadt Yuncheng in der chinesischen Provinz Shanxi. 
Er hat eine Fläche von 1.205 Quadratkilometern und zählt 928.334 Einwohner (Stand: Zensus 2020).

## Sehenswürdigkeiten
- Guandi-Tempel von Xiezhou

## Administrative Gliederung
Auf Gemeindeebene setzt sich der Stadtbezirk aus acht Straßenvierteln, sieben Großgemeinden und sechs Gemeinden zusammen. 